# Чивитанова дел Санио
Чивитанова дел Санио (итал. Civitanova del Sannio) је насеље у Италији у округу Изернија, региону Молизе.
Према процени из 2011. у насељу је живело 650 становника. Насеље се налази на надморској висини од 657 м.

## Становништво
Према резултатима пописа становништва 2011. у општини је живело 955 становника.
| 1936. | 1951. | 1961. | 1971. | 1981. | 1991. | 2001. | 2011. |
| ----- | ----- | ----- | ----- | ----- | ----- | ----- | ----- |
| 2.644 | 2.475 | 1.845 | 1.325 | 1.078 | 1.015 | 949   | 955   |